# Aerobryidium filamentosum
Aerobryidium filamentosum là một loài Rêu trong họ Meteoriaceae. Loài này được (Hook.) M. Fleisch. miêu tả khoa học đầu tiên năm 1906.